# 团圆 (电影)
《团圆》（英語：Apart Together）中国剧情片，导演王全安，主演卢燕、凌峰、莫小棋、徐才根。语言是上海话。该片2010年2月11日在德国柏林国际电影节首映，2010年10月8日在美国上映，由于题材敏感，直到2013年9月19日才在中国大陆上映。

## 剧情
台湾老兵刘燕生（凌峰 饰）到上海，寻找自己失散几十年的妻子乔玉娥（卢燕 饰）和从没见过面的儿子。乔玉娥当年和刘燕生失散三年后，和陆善民（徐才根 饰）组成家庭并生有两个女儿。刘燕生了解到乔玉娥和丈夫情感不好，就希望能带乔玉娥和他一起到台湾生活，并承诺拿出自己一生的积蓄，来补偿乔玉娥的丈夫和这个家庭的子女。但立刻引发这个家庭的剧烈震荡，激烈的争吵使几十年的亲人团聚变成了彼此的再次伤害，直到陆善民脑溢血生命垂危。乔玉娥无法抗拒分离的命运再次降临，只好在几十年前相同的上海码头，再次送走自己深爱的刘燕生。

## 演出
| 演员   | 角色   | 备注 |
| 卢燕   | 乔玉娥 | 陆善民的妻子。1949年同刘燕生结婚，育有一子，刘燕生旋即跟国民党远走台湾。她又和陆善民结婚，育有两女。                 |
| 徐才根 | 陆善民 | 乔玉娥的丈夫。造船厂下岗职工，两人育有两女，刘燕生来之后发生家庭矛盾导致突发脑溢血。                                 |
| 凌峰   | 刘燕生 | 乔玉娥的前夫。两人育有一子。1949年跟国民党远走台湾，在台湾又娶有一妻，台湾妻子去世后来上海寻亲，后来发生纷争而离去。 |
| 莫小奇 | 娜娜   | 陆善民和乔玉娥的孙女，男友即将去美国留学。                                                                           |
| 马晓晴 | 大女儿 | |
| 金娜   | 二女儿 | |
| 郁百扬 | 儿子   | |
| 薛国平 | 女婿   | |

## 奖项
| 年份 | 奖项                            | 奖项分类             | 是否得奖 | 备注 |
| ---- | ------------------------------- | -------------------- | -------- | ---- |
| 2010 | 第17届北京大学生电影节          | 最佳导演             | 獲獎     |      |
| 2010 | 第60届柏林国际电影节            | 金熊奖               | 提名     |      |
| 2010 | 第60届柏林国际电影节            | 最佳劇本銀熊獎       | 獲獎     |      |
| 2010 | 第47届金马奖                    | 最佳男配角           | 提名     |      |
| 2011 | 第28届中国电影金鸡奖            | 最佳男配角           | 獲獎     |      |
| 2011 | 第3届英国伦敦万像国际华语电影节 | 最佳影片             | 獲獎     |      |
| 2011 | 第3届英国伦敦万像国际华语电影节 | 最佳女主角           | 獲獎     |      |
| 2014 | 第四届北京国际电影节            | 国内展映单元中国故事 | 提名     |      |

## 制作
凌峰已经息影20年，此次复出主演《团圆》。
王全安是继谢飞和张艺谋之后，第三位在柏林电影节先后收获金熊奖和银熊奖的中国导演。